# Insulele Crozet

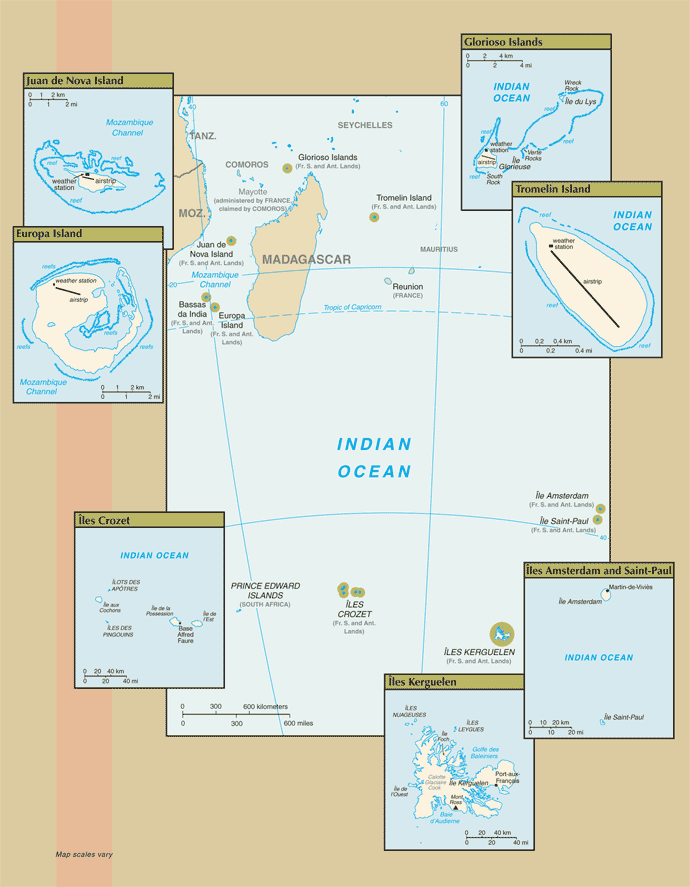
Harta Teritoriilor australe franceze
Insulele Crozet sunt situate în sud-vest

Insulele Crozet (franceză Île Crozet) este un arhipelag ce face parte din Teritoriile australe și antarctice franceze. Este situat între coordonatele 45°57' și 46°29' latitudine sudică și 50°10' și 52°19' longitudine estică, în sudul Oceanului Indian, între Madagascar și Antarctica. Insulele formează un district în cadrul TAAF și se află la 2860 km de insula Réunion.
Arhipelagul este format din două grupuri de insule situate la 95 km depărtare unul de celălalt, toate de origine vulcanică. Analizele anomaliilor magnetice permit datarea platoului Crozet, din care insulele formează cel mai înalt punct, ca fiind format acum aproximativ 50 milioane de ani, iar rocile bazaltice de pe insulă datează de acum 8 milioane de ani.

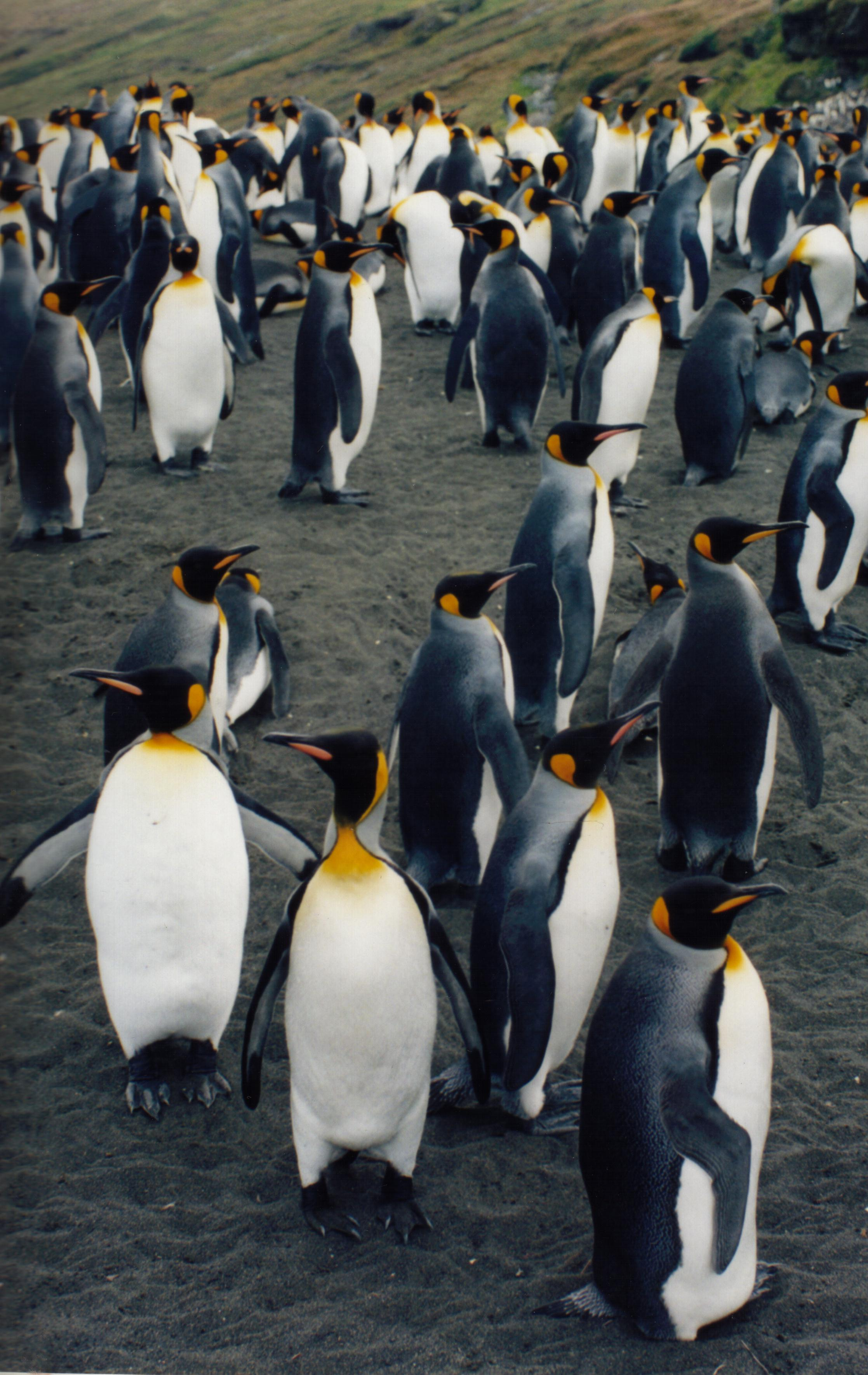
Pinguini pe insulele Crozet

Clima este oceanică cu precipitații abundente, peste 2000 mm pe an, plouând în medie 300 zile pe an. Vânturile sunt puternice, în medie 100 zile pe an înregistrându-se vânturi de peste 100 km/h, iar temperaturile nu depășesc 18 °C vara, dar nici nu scad sub 0 °C în timpul iernii.
Fauna este tipică regiunilor sub-antarctice, insulele fiind populate de 4 specii de pinguini cum ar fi pinguinii imperiali, pinguinii moțați sau pinguinii gentoo. Alte animale ce trăiesc pe insulă sunt mai multe specii de foci și numeroase specii de păsări, în principal albatroși. În anumite perioade ale anului, pin apele din largul insulelor pot fi observate balene ucigașe, acestea fiind faimoase datorită faptului că acestea se aventurează intenționat până pe plajă pentru a vâna puii de focă, ele fiind capabile să revină singure în larg.
Din 1938 insulele sunt declarate rezervație naturală. Numeroase specii străine introduse pe insule în secolele trecute au creat daune severe ecosistemului. Actualmente porcii, introduși pe Île des cochons, și caprele, introduse pe Île de la Passion, au fost exterminate, dar pe insule există încă importante populații de șobolani și pisici, introduse ulterior pentru a-i extermina. În largul insulei, pescuitul ilegal este o problemă majoră, braconierii utilizând metode foarte destructive, cum ar fi pescuitul cu dinamita, pentru a prinde anumite tipuri de pește. O navă a marinei franceze precum și organizația Greenpeace patrulează regulat apele din jurul acestora.
| Nr.                              | Insulă sau grup (nume în română)            | Suprafață (km2)                  | Altitudine maximă (m)            | Poziție                             | Harta                     |
| -------------------------------- | ------------------------------------------- | -------------------------------- | -------------------------------- | ----------------------------------- | ------------------------- |
| L'Occidental (Grupul Occidental) | L'Occidental (Grupul Occidental)            | L'Occidental (Grupul Occidental) | L'Occidental (Grupul Occidental) | L'Occidental (Grupul Occidental)    | Map of the Crozet Islands |
| 1                                | Île aux Cochons (Insula Porcilor)           | 67                               | Mont Richard-Foy (770)           | 46°06′S 50°14′E / 46.100°S 50.233°E | Map of the Crozet Islands |
| 2                                | Île des Pingouins (Insula Pinguinilor)      | 3                                | Mont des Manchots (340)          | 46°27′S 50°23′E / 46.450°S 50.383°E | Map of the Crozet Islands |
| 3                                | Îlots des Apôtres (Insulele Apostolilor)(1) | 2                                | Mont Pierre (289)                | 45°58′S 50°27′E / 45.967°S 50.450°E | Map of the Crozet Islands |
| L'Oriental (Grupul Oriental)     |                                             |                                  |                                  |                                     | Map of the Crozet Islands |
| 4                                | Île de la Possession (Insula Posesiunii)    | 150                              | Pic du Mascarin (934)            | 46°24′S 51°46′E / 46.400°S 51.767°E | Map of the Crozet Islands |
| 5                                | Île de l'Est (Insula de Est)                | 130                              | Mont Marion-Dufresne (1090)      | 46°26′S 52°18′E / 46.433°S 52.300°E | Map of the Crozet Islands |
|                                  | Total                                       | 352                              | -                                | -                                   | Map of the Crozet Islands |

(1)un grup format din două insule principale (Grand Île - insula mare și Petite Île - Insula Mică) și alte 20 de stânci.
Insulele au fost descoperite de expediția exploratorului francez Nicolas Thomas Marion-Dufresne în 1772, acesta numindu-le după secundul său (în prealabil el a numit o altă insulă cu numele său). În Secolul XIX insulele au fost deseori vizitate de vânătorii de foci, până în 1835 acestea fiind aproape exterminate. Apoi insulele erau folosite ca bază de către vânătorii de balene. În tot restul secolului XIX au avut loc numeroase naufragii în jurul insulelor, astfel că, spre sfârșitul secolului, marina britanică trimitea regulat nave pentru a recupera eventualii supraviețuitori.
După 1923, Franța își afirmă suveranitatea asupra insulelor și le atașează coloniei Madagascar, iar din 1955 ele sunt atașate Teritoriilor Australe și Antarctice Franceze. În 1961 pe insulă se desfășoară o primă expediție, urmând ca din 1963 să fie instalată o bază permanentă pe insula Posesiunii. La ora actuală, personalul variează între 18 și 32 de cercetători, în funcție de perioada anului, domeniile principale de cercetare fiind meteorologia, biologia, geologia și magnetismul terestru. În plus, insula are o Zonă Economică Exclusivă de 567 475 km², prefectul TAAF fiind responsabil cu acordarea drepturilor de pescuit în aceste ape teritoriale.